# Leyenda de la puñalada por la espalda

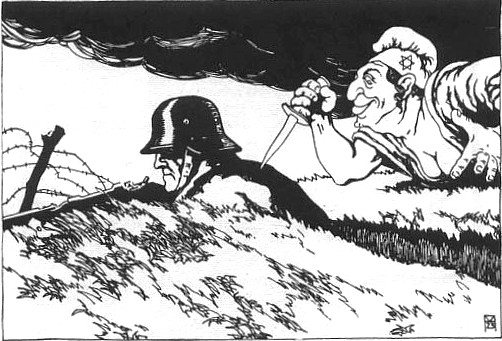
Ilustración en una postal austriaca de 1919 en la que se ve a una mujer judía atacando por la espalda al ejército alemán.

La leyenda de la puñalada por la espalda (en alemán: Dolchstoßlegende / Dolchstosslegende) era una teoría de la conspiración antisemita, ampliamente creída y promulgada en los círculos de la derecha en Alemania después de 1918. La creencia era que el ejército alemán no perdió la Primera Guerra Mundial en el campo de batalla, sino que fue traicionado por los civiles en el frente interno, especialmente los judíos, los socialistas revolucionarios que fomentaron las huelgas y los disturbios laborales, y otros políticos republicanos que habían derrocado a la monarquía Hohenzollern en la Revolución Alemana de 1918-1919. Los defensores del mito denunciaron a los líderes del gobierno alemán que habían firmado el Armisticio el 11 de noviembre de 1918 como los «criminales de noviembre» (en alemán: Novemberverbrecher).
Cuando Adolf Hitler y el Partido Nazi llegaron al poder en 1933, convirtieron la leyenda en parte integrante de su historia oficial de los años 20, presentando a la República de Weimar como obra de los «criminales de noviembre» que habían «apuñalado a la nación por la espalda» para hacerse con el poder. La propaganda nazi describió Weimar como «una ciénaga de corrupción, degeneración, humillación nacional, persecución despiadada de la honesta "oposición nacional"; catorce años de gobierno de judíos, marxistas y "bolcheviques culturales", que por fin habían sido barridos por el movimiento nacionalsocialista bajo Hitler y la victoria de la "revolución nacional" de 1933».
Los historiadores de dentro y fuera de Alemania rechazan unánimemente el mito, señalando que el ejército alemán se había quedado sin reservas, estaba siendo desbordado por la entrada de Estados Unidos en la guerra, y a finales de 1918 había perdido la guerra militarmente.
Para muchos alemanes, la expresión «puñalada por la espalda" evocaba la ópera de Richard Wagner de 1876 Götterdämmerung, en la que Hagen asesina a su enemigo Sigfrido -el héroe de la historia- con una lanza en la espalda.

## Orígenes

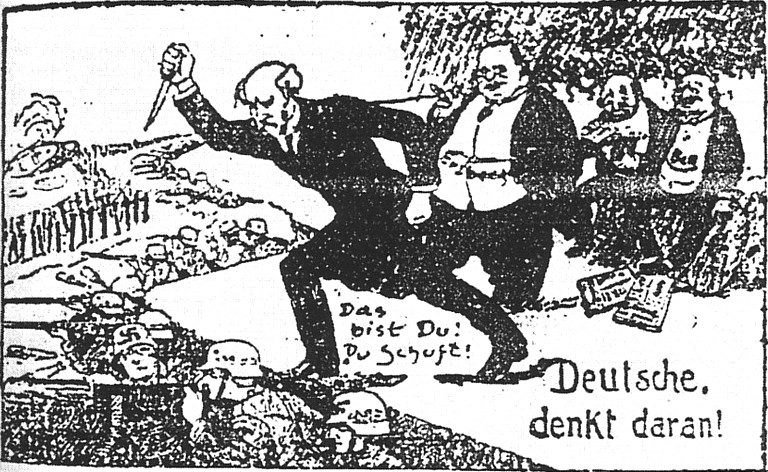
Ilustración que muestra al político alemán Philipp Scheidemann, quien ayudó a fundar la República de Weimar, apuñalando al ejército alemán por la espalda junto a Matthias Erzberger, político pacifista, firme opositor a las acciones del Káiser y firmante del armisticio del 11 de noviembre de 1918, con el que finalizó la guerra.

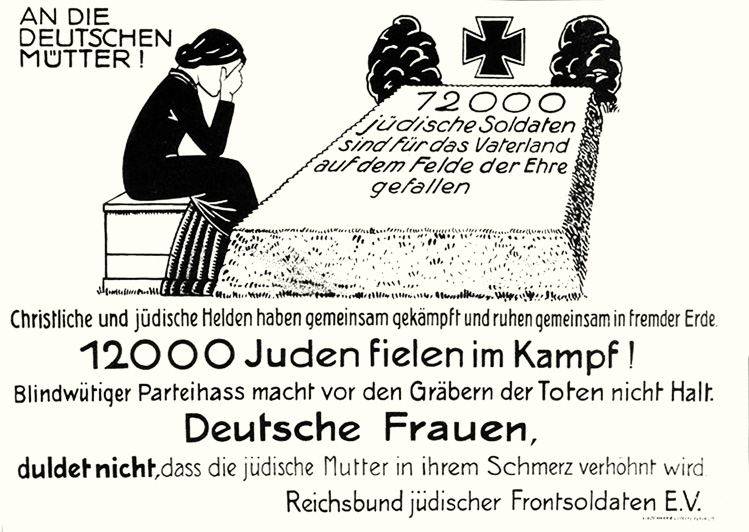
"12 000 soldados judíos murieron en el campo de batalla en honor a la madre patria." Folleto publicado en 1920 por veteranos judíos del ejército alemán en respuesta a las acusaciones de falta de patriotismo.

Al final de la guerra, Alemania estaba siendo gobernada como una dictadura militar, con el Alto Mando Supremo (Oberste Heeresleitung, OHL) y el Generalfeldmarschall Paul von Hindenburg como Comandante en Jefe aconsejaba al Kaiser Guillermo II de Alemania. Después de que la última ofensiva alemana fracasase en el frente occidental en 1918, el esfuerzo militar alemán se colapsó. Como reacción, el OHL ordenó un veloz cambio de gobierno pasando a uno civil. El General Ludendorff, Comandante Supremo del ejército alemán, dijo:
"Le he comunicado a Su Excelencia que ha llegado el momento de colocar en el poder a esos círculos a los que tenemos que agradecer que hayan aguantado tanto. Por ello debemos nombrar ahora a esos caballeros para los puestos de ministros. Ahora podrán hacer la paz que debe hacerse. ¡Que paguen ellos los vidrios rotos!"
El 11 de noviembre de 1918, los representantes de la recién formada República de Weimar firmaron un armisticio, conocido como el Armisticio del 11 de noviembre de 1918 o Armisticio de Compiègne, con los Aliados, terminando así la Primera Guerra Mundial. El subsiguiente Tratado de Versalles implicó la pérdida de territorios y las reparaciones económicas a los vencedores. Como el Kaiser había sido obligado a renunciar y los militares renunciaron al poder ejecutivo, fue el "gobierno civil" el encargado de buscar la paz - la firma del documento de paz la realizó el Católico Centrista Matthias Erzberger, un civil, que fue posteriormente asesinado por su presunta traición. Esto llevó a la firma del Tratado de Versalles. Aunque públicamente despreciaron el tratado, fue lo más conveniente para los generales alemanes — no hubo tribunales de crímenes de guerra, se les consideraba héroes invictos y podían, secretamente, preparar la caída de la república que ellos habían ayudado a crear. 
En 1919 el Ejército Provisional Nacional de la República de Weimar eran blanco de las críticas de Adolf Hitler sobre la conducción de la guerra y la derrota; para él la Dolchstosslegende estaba fijada en su pensamiento; sería el propio Ludendorff quien lideraría el fracasado Putsch de Múnich el 8 de noviembre de 1923 junto con Hitler. Fue el Reichswehr el que proveyó al Partido Nazi sus primeros afiliados y fue el anciano de 85 años Paul von Hindenburg quien nombraría a Hitler canciller de Alemania el 30 de enero de 1933.
El nacimiento oficial del término se puede datar posiblemente a mediados de 1919, cuando Ludendorff estaba celebrando una comida con el general británico sir Neil Malcolm. Malcolm le preguntó a Ludendorff cómo había sido posible que la dura Alemania perdiese la guerra. Ludendorff contestó con la típica lista de excusas: el frente interior falló, etc. Entonces, Sir Neil Malcolm dijo que "eso suena como si les hubiesen dado una puñalada por la espalda, ¿no cree?" La frase le gustó a Ludendorff y él mismo la extendió entre los otros generales alemanes asegurando que esta era la versión oficial, y después se expandió por toda la sociedad alemana. Esta idea fue adoptada por las facciones políticas de derecha y usada como una forma de ataque contra el gobierno socialdemócrata de Weimar, el cual había llegado al poder en la Revolución de Noviembre de 1918. 
Richard Steigmann-Gall dijo que la leyenda de la puñalada por la espalda se remonta al sermón pronunciado el 3 de febrero de 1918 por el Capellán Protestante de la Corte Bruno Döhring, seis meses antes de que la guerra hubiese terminado. El erudito alemán Boris Barth insinuó, al contrario que Steigmann-Gall, que Doehring no usó exactamente ese término, sino que sólo habló de "traición". Barth rastrea el primer uso documentado del término en una reunión de políticos centristas que tuvo lugar el 2 de noviembre de 1918 en la cervecería Löwenbräu de Múnich, en la que Ernst Müller-Meiningen, un miembro de la coalición Progresista del Reichstag, usó el término para exhortar a sus oyentes a que continuasen luchando: 
'Mientras el frente se mantenga, nosotros tenemos la obligación de seguir resistiendo en nuestra patria. Nos avergonzaremos delante de nuestros hijos y nietos si le caemos al frente (de batalla) por la espalda y le asestamos la puñalada. ("...wenn wir der Front in den Rücken fielen und ihr den Dolchstoß versetzten.")
Barth también demostró que el término se popularizó cuando el periódico patriótico alemán Deutsche Tageszeitung citó el 17 de diciembre de 1918 un artículo del Neue Zürcher Zeitung que resumía dos artículos previos del general británico Maurice con la frase de que el ejército alemán había sido "apuñalado por la espalda por la población civil" ("von der Zivilbevölkerung von hinten erdolcht"). (Maurice más tarde desmintió haber empleado ese término.) De esta manera Barth demostró que el término ya solía utilizarse bastante tiempo antes de la apócrifa conversación entre Ludendorff y Malcolm. 
Las acusaciones de que la izquierda había sido cómplice de la derrota alemana señalaron duramente a figuras como Kurt Eisner, un judío alemán nacido en Berlín que vivía en Múnich. Este había escrito reiteradamente desde 1916 acerca de la naturaleza ilegal de la guerra y fue una figura importante en la revolución de Múnich hasta que fue asesinado en febrero de 1919, y a Rosa Luxemburgo, que intentó sucesivas veces llamar a la huelga general a los obreros alemanes. La República de Weimar, bajo el gobierno de Friedrich Ebert, no dudó en aplastar violentamente las revueltas de obreros con la ayuda de Gustav Noske y el general de la Reichswehr Groener, y toleró los Freikorps paramilitares existentes por toda Alemania. A pesar de esta tolerancia, la legitimidad de la República fue atacada constantemente alegando cosas como "la puñalada por la espalda". Muchos de sus representantes, como Matthias Erzberger y Walther Rathenau, fueron asesinados, y los líderes fueron tildados de "criminales" y judíos por la prensa que dominaba Alfred Hugenberg.
El historiador alemán Friedrich Meinecke intentó señalar el origen del término en un artículo del periódico vienés Neue Freie Presse de fecha 11 de junio de 1922. En las elecciones nacionales de 1924, la revista mensual cultural muniquesa Süddeutsche Monatshefte publicó una serie de artículos acusando al SPD y a los sindicatos de ser los culpables de la derrota alemana en la guerra (la ilustración que encabeza esta página es la portada de abril de 1924 de esta revista, que fue publicada durante el juicio a Hitler y Ludendorff por alta traición). El editor de un periódico del SPD demandó a la revista por difamación, dando lugar a lo que se conoce como el Münchner Dolchstoßprozess desde el 19 de octubre al 20 de noviembre de 1924. Muchas figuras relevantes testificaron en ese juicio, incluyendo a miembros del comité parlamentario encargado de investigar las causas de la derrota, por lo que algunos de los resultados de dicho comité se hicieron públicos mucho antes de que se publicase el informe oficial del comité en 1928. 
Esta puñalada trasera fue la imagen central que propalaron muchos de los partidos políticos conservadores y derechistas que surgieron en los primeros momentos de la República de Weimar, como el NSDAP de Hitler. Para el propio Hitler, este modelo explicativo de la Primera Guerra Mundial fue de una importancia personal crucial. Él se enteró de la derrota de Alemania mientras estaba siendo tratado de una ceguera temporal producida por un ataque con gases en el frente. En Mein Kampf describe la visión que tuvo, que fue la que le impulsó a entrar en política. Durante toda su carrera política atacó sistemáticamente a los "criminales de noviembre" de 1918 que habían apuñalado por la espalda al ejército alemán.

## Otros ejemplos del mito de la "puñalada por la espalda"
En otros países surgieron mitos parecidos de "traiciones internas" al final de la Primera Guerra Mundial, aunque en los países de la Entente, ya cerca de la victoria, desaparecieron rápidamente. En Reino Unido durante la Ofensiva de Primavera orquestada por Erich Ludendorff en el verano de 1918, Noel Pemberton Billing, un miembro del ala derecha del parlamento, publicó un artículo titulado "El culto del clítoris" (The Cult of the Clitoris), en que aseguraba que 47.000 miembros del sistema administrativo británico trabajaban secretamente para los alemanes. Los 47.000 eran homosexuales y otros pervertidos que estaban traicionando a la nación porque los alemanes se habían hecho con un "libro negro" donde aparecían sus nombres. Admiradores de Oscar Wilde pertenecientes al círculo del examante de Wilde, Robert Ross, se suponía que eran el centro del culto. El artículo fue un escándalo y llegó a provocar un juicio por difamación.
Otras guerras han sido percibidas como "ganables" por alguna nación poderosa, pero al terminar en derrota, ésta fue atribuida a algún tipo de traición interna. Por ejemplo, ideas similares a la  Dolchstosslegende surgieron en círculos del conservadurismo derechista de Estados Unidos en los últimos años de la Guerra de Vietnam, acusando a los movimientos contraculturales y de pacifismo como "formados por degenerados", tachando a los objetores de la guerra como "antipatriotas" o alegando inclusive que quienes se oponían a continuar la lucha en Vietnam eran manipulados por fuerzas comunistas internacionales. Estas acusaciones se desarrollaron dentro de la idea del "Síndrome de Vietnam", según el cual la política exterior de EE. UU. fue mutilada por la retirada de Vietnam. No obstante, otros creen que este "síndrome" es un mito.
Después de la Segunda Guerra Mundial, la "Nota de Stalin" en 1952 propuso la reunificación alemana y el retiro de las superpotencias de la Europa Central, pero la oferta fue rechazada por los Estados Unidos y sus aliados. A esto a veces se lo denomina como otro caso de "puñalada por la espalda" aunque se mantengan dudas sobre la sinceridad de Stalin al respecto.